# تانر اباد
تانر اباد (بالتركية: Taner Birsel)‏ هو ممثل تركي، ولد في 1959 في تركيا.

## أعمال

### أفلام
- (2008) سيارات للثورة
- (2011) حدث ذات مرة في الأناضول[2]
- (2013) حلم فراشة
- (2017) ابنة الحرب

## وصلات خارجية
- تانر اباد على موقع IMDb (الإنجليزية)
- تانر اباد على موقع ألو سيني (الفرنسية)
- تانر اباد على موقع أول موفي (الإنجليزية)
- تانر اباد على موقع قاعدة بيانات الفيلم (الإنجليزية)
- تانر اباد على موقع كينوبويسك (الروسية)